# دورة كبريت-يود

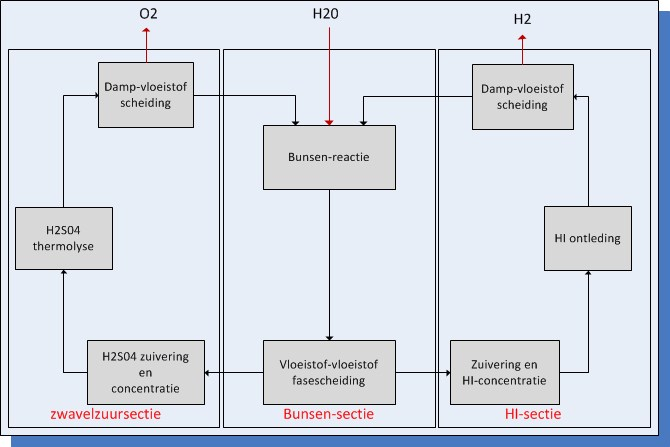

دورة كبريت-يود S–I عبارة عن دورة كيميائية حرارية مؤلفة من ثلاث خطوات معتمدة على تفاعلات أكسدة-اختزال لكل من الكبريت واليود من أجل إنتاج الهيدروجين. تحتاج هذه الطريقة إلى مصدر حراري لتأمين الطاقة اللازمة لحدوث التفاعل.
يعود الفضل في اختراع هذه الدورة إلى شركة جنرال أتومكس عام 1970.

## وصف العملية
|     |   | H2O     |   |         |   | ½O2     |
|     |   | ↓       |   |         |   | ↑       |
| I2  | → | تفاعل 1 | ← | SO2+H2O | ← | فصل     |
| ↑   |   | ↓       |   |         |   | ↑       |
| 2HI | ← | فصل     | → | H2SO4   | → | تفاعل 2 |
| ↓   |   |         |   |         |   |         |
| H2  |   |         |   |         |   |         |

تجري التفاعلات لإنتاج الهيدروجين وفق ما يلي:
في المرحلة الأولى يتفاعل الماء مع اليود وثنائي أكسيد الكبريت (تفاعل بنزن)
(I2 + SO2 + 2H2O → 2HI + H2SO4 (120 °C
ثم يفصل يوديد الهيدروجين HI عن الوسط بالتقطير، كما يمكن فصل حمض الكبريتيك H2SO4 عن الوسط لإزاحة توازن التفاعل تجاه النواتج المرغوبة.
(2H2SO4 → 2SO2 + 2H2O + O2 (830 °C
ينبغي فصل ثنائي أكسيد الكبريت SO2 والماء وحمض الكبريتيك المتبقي عن الأكسجين وذلك بإجراء عملية تكثيف.
(2HI → I2 + H2 (450 °C
يفصل اليود وغاز SO2 وأي ماء مرافق بإجراء عملية تكثيف لنحص على الهيدروجين النقي.
تكون محصلة التفاعلات السابقة ما يلي:
2H2O → 2H2 + O2

## الإيجابيات والسلبيات
يمكن وصف الإيجابيات والسلبيات لدورة كبريت-يود بالنقاط التالية:
- الدورة ملائمة لعمليات مستمرة خاصة أنها لا تحوي مواد صلبة، فقط غازات وسوائل.
- استعمال لدرجات حرارة عالية تصل إلى 850°س.
- نظام مغلق دون نواتج ثانوية
- استعمال مواد أكّالة مما يطرح تحديات لاستخدام مواد بناء ملائمة.

## اقرأ أيضاً
- دورة نحاس-كلور
- دورة الكبريت الهجينة
- دورة زنك-أكسيد الزنك
- دورة أكسيد الحديد
- دورة أكسيد السيريوم الرباعي-أكسيد السيريوم الثلاثي
- دورة كيميائية